# Chan Thomas
Chan Thomas (n. 1920 – d. 1928) a fost un inginer american, ufolog, scriitor despre cataclisme antice și autoproclamat polimat ale cărui idei i-au influențat pe teoreticienii conspirației în secolul al XXI-lea.

## Carieră
În 1963, a publicat cartea Povestea lui Adam și Eva (The Adam and Eve Story) în care a reinterpretat Cartea Genezei, mai multe legende pre-biblice și fenomene geologice istorice. În carte a venit cu afirmația pseudoștiințifică că Pământul a fost lovit în mod obișnuit de evenimente cataclismice la fiecare 7.000 de ani. Aceste presupuse cataclisme au implicat schimbarea polilor Pământului, care au provocat cutremure, tsunami și vânturi supersonice capabile să distrugă civilizații întregi. Thomas a susținut că un alt astfel de eveniment era la orizont.
Cartea a susținut și ideea că Isus Hristos a fost un cărturar care a trăit printre triburi în ceea ce este acum statul indian Nagaland și că a fost luat de străini după crucificare.
În 1967, compania aerospațială McDonnell Douglas a stâns o echipă mică de cercetători pentru a investiga rapoartele despre OZN-uri cu scopul de a descoperi știința de bază care alimenta astfel de vehicule. Se pare că Thomas a fost unul dintre cei patru cercetători cu normă întreagă din această echipă. Directorul echipei, inginerul aeronautic Robert M. Wood, a scris aproximativ patru decenii mai târziu într-un buletin informativ pentru MUFON că Thomas avea o „minte extraordinar de inovatoare” și „era un gânditor total în afara cutiei”.
În plus, Thomas a susținut că are percepție extrasenzorial, după ce a scris un manual pe această temă și a spus că a luat contact cu viața extraterestră.
James Randi a criticat predicția lui Thomas că Los Angeles va ceda în fața unei catastrofe viitoare, menționând că Thomas a avut grijă să-și plaseze dezastrul „între anii 2000 și 2500. El a presupus că va fi în siguranță în mormânt până atunci și indisponibil pentru comentarii.”
CIA a desecretizat documente în 2013 care includeau fragmente largi din cartea lui Thomas, Povestea lui Adam și Eva. În anii următori, afirmații din carte au fost repetate de teoreticienii conspirației în numeroase videoclipuri virale TikTok. Un teoretician al conspirației a vorbit despre afirmațiile cărții și pe podcastul Joe Rogan Experience⁠(d). Media Matters for America⁠(d) a concluzionat că această tendință face parte dintr-o încadrare mai largă a schimbărilor climatice, o catastrofă inevitabilă care este dincolo de controlul umanității, pe care o consideră a fi o formă de negare a schimbărilor climatice.